# BT-7
De BT-7 was een lichte tank uit de Tweede Wereldoorlog die in dienst was van de Sovjet-Unie. Het was een verbeterde variant van de BT-5. De BT-tanks behoren tot de snelste tanks uit de Tweede Wereldoorlog.
De BT-7 resulteerde in de A-32 die de basis vormde voor de T-34, die in de loop van de oorlog alle lichte en middelzware tanks zou vervangen.

## beschrijving
De BT-7 was gemaakt om zowel infanterie als lichte tanks te bestrijden. Hij had een 45 mm kanon en twee machinegeweren. Het oorspronkelijke ontwerp had er drie, één was er gemonteerd in de achterkant van de geschutskoepel maar dat bleek ineffectief met slechts drie bemanningsleden (ook zou het de geschutskoepel erg ingewikkeld maken om in massa te produceren). Om die reden werden de eerste tanks gebouwd met een BT-5 geschutskoepel. Sommige tanks hadden een model 71-TC radio.
In 1937 werd het nieuwe BT-7 geschutskoepel (met machinegeweer aan de achterkant) en het totaal aan munitie voor het kanon werd verhoogd tot 44 granaten. Voor gevechten in de avond werden er twee speciale projector-type koplampen en een masker op het kanon gemonteerd. Ook werd er in 1938 de stuurwielen, rupsbanden en versnellingsbak aangepast.

## varianten
De BT-7 was basis van enkele prototypes en gemechaniseerd geschut:
- BT-7 Model 1935 - verbeterd romp en een Mikulin M-17T motor;
  - BT-7 Model 1937 - nieuwe geschutskoepel;
  - BT-7TU - commandovoertuig met een antenne;
  - KBT-7 - commandovoertuig met een kazemat geschutskoepel en een machinegweer;
  - BT-7A - een lichte artillerie variant met 76,2mm houwitser en een machinegeweer op de achterkant van de geschutskoepel, 155 geproduceerd;
    - BT-42 - door de Finnen buitgemaakte BT-7 met een nieuwe geschutskoepel en een Britse 114mm houwitser;

  - OP-7 - een vlammenwerper variant, met benzinetanks aan de buitenkant, alleen prototype;
  - TT-BT-7 - een afstand bestuurbare teletank variant;
- BT-SW-2 Cherepakha ("schildpad") - een prototype met enorm veel pantser, gebaseerd op de BT-7 of T-46.
- BT-7M of BT-8 - met een V-2 diesel motor en drie DT machinegeweren: één parallel aan het kanon, één op de achterkant van de geschutskoepel (bal gemonteerd) en op een in P-40 AA montage op het dak.
- BT-43 - Een Fins prototype pantserinfanterievoertuig.